# A Gota Suspensa
A Gota Suspensa foi uma banda brasileira de rock experimental / progressivo formada em São Paulo em 1978 e que adquiriria maior fama após mudar seu nome para Metrô em 1984. O jornal A Tribuna, de São Paulo, chegou a afirmar que eles faziam o melhor rock progressivo do Brasil.
O grupo fazia um som bastante inspirado por bandas como Pink Floyd, King Crimson, Novos Baianos, e pelo movimento tropicalista, entre outros.
A banda era formada por Virginie Boutaud nos vocais, Alec Haiat na guitarra, Yann Laouenan nos teclados, Xavier Leblanc no baixo elétrico e Daniel "Dany" Roland na bateria, além do saxofonista Marcel Zimberg.
A banda gravou um único álbum homônimo, em 1984, por ums selo independente. Para as gravações desse álbum, o baixista Xavier Leblanc, por estar muito ocupado, foi substituído por Tavinho Fialho.
Neste mesmo ano eles fizeram parte do line-up do IV Festival de Águas Claras, o maior evento dedicado a muúsica brasileira ao ar livre.

## Discografia
- 1983 - A Gota Suspensa (Selo: Underground Discos e Artes)

### O Álbum
A Gota Suspensa foi o único lançamento da banda. Lançado em 1983 pelo selo independente Underground Discos e Artes, o LP foi um fracasso comercial, mas teve uma recepção crítica bastante positiva, a ponto de a Epic Records oferecer-lhes um contrato. No entanto, a Epic também exigia que eles mudassem sua sonoridade para uma direção mais "acessível", e assim, em 1984, A Gota Suspensa mudou seu nome para Metrô, retirando os elementos prog / experimentais de sua sonoridade.
O álbum está há muito esgotado, nunca sendo relançado em formato de CD, mas até hoje tem um pequeno culto de seguidores, com "A Gota" e "As Aventuras do Homem-Arame" sendo sucessos menores.  

## Faixas
| N.º | Título                        | Compositor(es)                                         | Duração |  |
| 1.  | "High Society"                | Yann Laouenan                                          | 1:35    |  |
| 2.  | "Convite ao Amor"             | Vicente França, A Gota Suspensa                        | 3:44    |  |
| 3.  | "Pourquoi?"                   | A Gota Suspensa                                        | 2:27    |  |
| 4.  | "As Aventuras do Homem-Arame" | Eli Joory, A Gota Suspensa                             | 3:11    |  |
| 5.  | "Voyage"                      | Yann Laouenan                                          | 7:53    |  |
| 6.  | "A Gota"                      | Alec Haiat, Dany Roland, Eli Joory, Freddy Haiat, Mike | 4:38    |  |
| 7.  | "Sonho"                       | Elvira, A Gota Suspensa                                | 2:23    |  |
| 8.  | "Apocalypse"                  | Alec Haiat                                             | 7:25    |  |
| 9.  | "Lotus"                       | Alec Haiat, Yann Laouenan                              | 2:52    |  |

### Créditos
- Virginie Boutaud - vocais
- Daniel "Dany" Roland - bateria
- Marcel Zimberg - sax, flauta
- Yann Laouenan - teclados
- Alec Haiat - guitarra
- Tavinho Fialho - baixo
- Vicente França - vocais adicionais (faixa 2)
- Michel, Sabrina - vocais (faixa 9)
- Eli Joory - cachorro (faixa 7)
- Luiz Antônio Ribas - produção
- Edy Bianchi - gravação, mixagem
- Estúdio O que Pintar - arte da capa